# Île Ward Hunt
L'île Ward Hunt (en anglais : Ward Hunt Island) est une petite île inhabitée de l'océan Arctique, au large de la côte nord de l'île d'Ellesmere. Elle fait partie de la région Qikiqtaaluk, Nunavut, Canada avec le parc national Quttinirpaaq tout au nord de Nunavut. L'île de Ward Hunt est encastrée dans la barrière de Ward Hunt à 5 km au nord de l'île d'Ellesmere, à l'embouchure du fjord Disraeli dans l'océan Arctique.

## Localisation et climat
La côte nord de l'île est à 83 ° 5 ′ 53 ″N, 74 ° 14 ′ 0 ″E. Cela fait de l'île l'une des points les plus septentrionaux du Canada. Seule la côte nord de la péninsule Arthur Laing autour du cap Columbia est à environ 17 km plus au nord. La température moyenne annuelle à la station de recherche près de la côte (5 m au-dessus du niveau de la mer) est de -16,7 °C, la moyenne de juillet de +1 °C, la moyenne de février de -33 °C. Les précipitations annuelles totales, difficiles à mesurer dans ce climat extrême, sont de 150 mm (équivalent eau). La végétation de l'île Ward Hunt se compose d'une toundra clairsemée et pauvre en espèces.

## Topographie et géomorphologie
L'île mesure environ 5 km de long et 3 km de large. Elle n'est pas glacée. L'île atteint une hauteur de 439 m à Walker Hill à l'ouest.
En juillet 1988, une équipe de géodésistes et géographes des universités de Karlsruhe et Giessen (Allemagne) a effectué une étude géodésique et géomorphologique précise de l'île et de la plate-forme de glace. Cela a permis la compilation de la première carte topographique à l'échelle 1:25 000. La cartographie géomorphologique du terrain a également permis de créer une carte géomorphologique à grande échelle (1:12 500), qui montre les formes et processus typiques de ce climat extrême.

## Histoire et recherche actuelle
En raison de son emplacement, l'île a également été le point de départ de nombreuses expéditions au Pôle Nord (à environ 770 km). Pendant l'Année Géophysique Internationale de 1957-58, elle a été brièvement utilisée comme station météorologique. En 1959, le conseil canadien de recherches pour la défense (DRB) a établi une station de recherche sur l'île qui est restée en activité jusqu'à la fin des années 1960. Il y a une piste d'atterrissage pour les avions Twin Otter sur la côte nord. À proximité se trouvent quelques abris de l'ancienne station Ward Hunt Island Camp, qui sont gérés par Parcs Canada.
Depuis 1998, une station de recherche moderne du Centre d'études nordiques (CEN) de l'Université Laval, Québec existe également sur la côte nord avec une station climatique automatique ouverte toute l'année. En plus de l'hébergement, le camp de base du CEN dispose également d'un petit laboratoire pour le travail multidisciplinaire sur le terrain effectué pendant les trois mois d'été. Les données obtenues sur le climat, la flore et la faune couvrent une période de plus de 20 ans et sont accessibles depuis le début des mesures. Cette région à la limite septentrionale terrestre de l'Arctique canadien subit en ce moment des changements environnementaux majeurs.

## Galerie

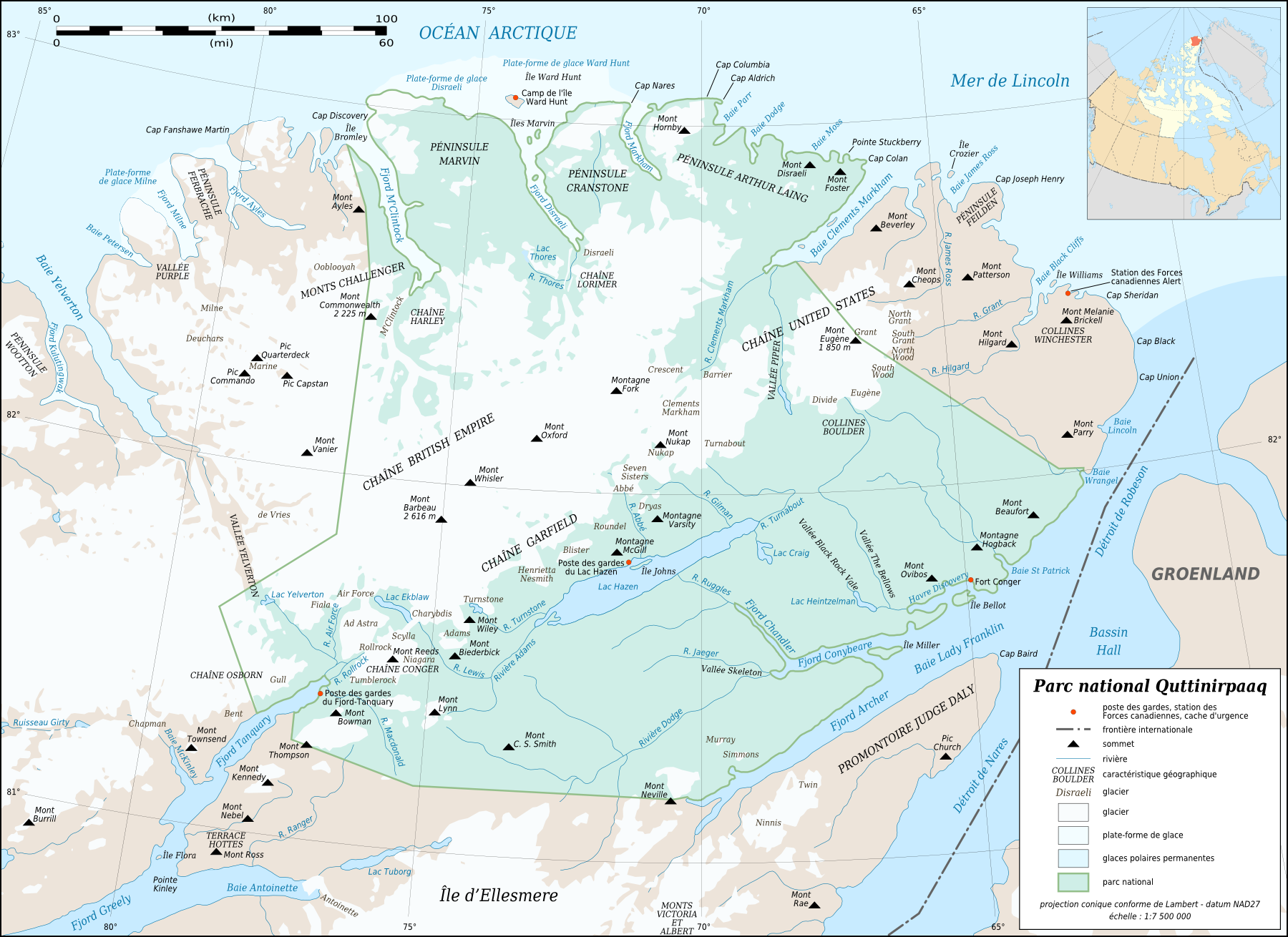
Localisation du parc national de Quttinirpaaq au nord de l’île d’Ellesmere.
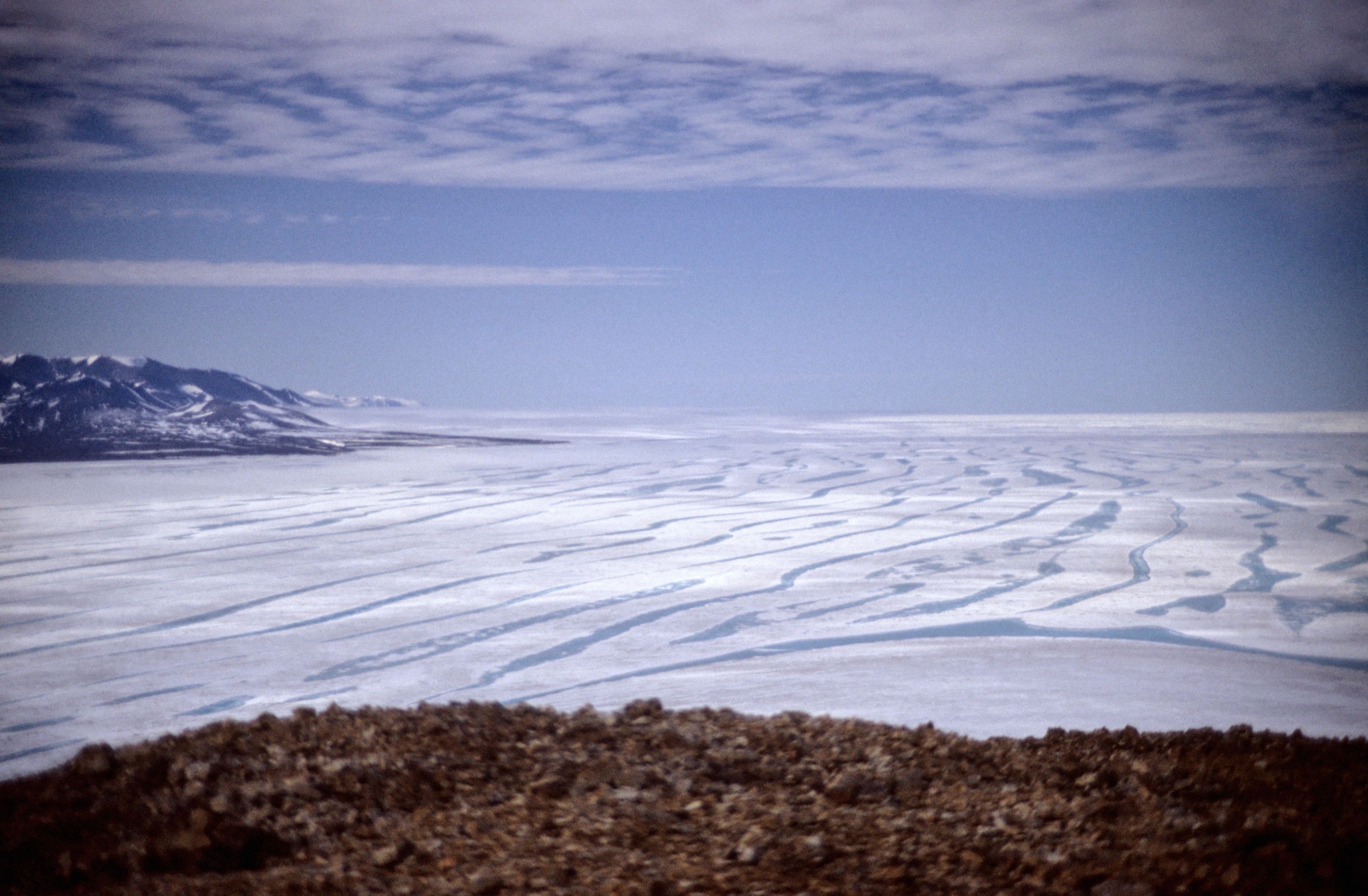
La barrière de Ward Hunt et le nord de l’île d’Ellesmere (à gauche), vue de l’île Ward Hunt, juillet 1988.
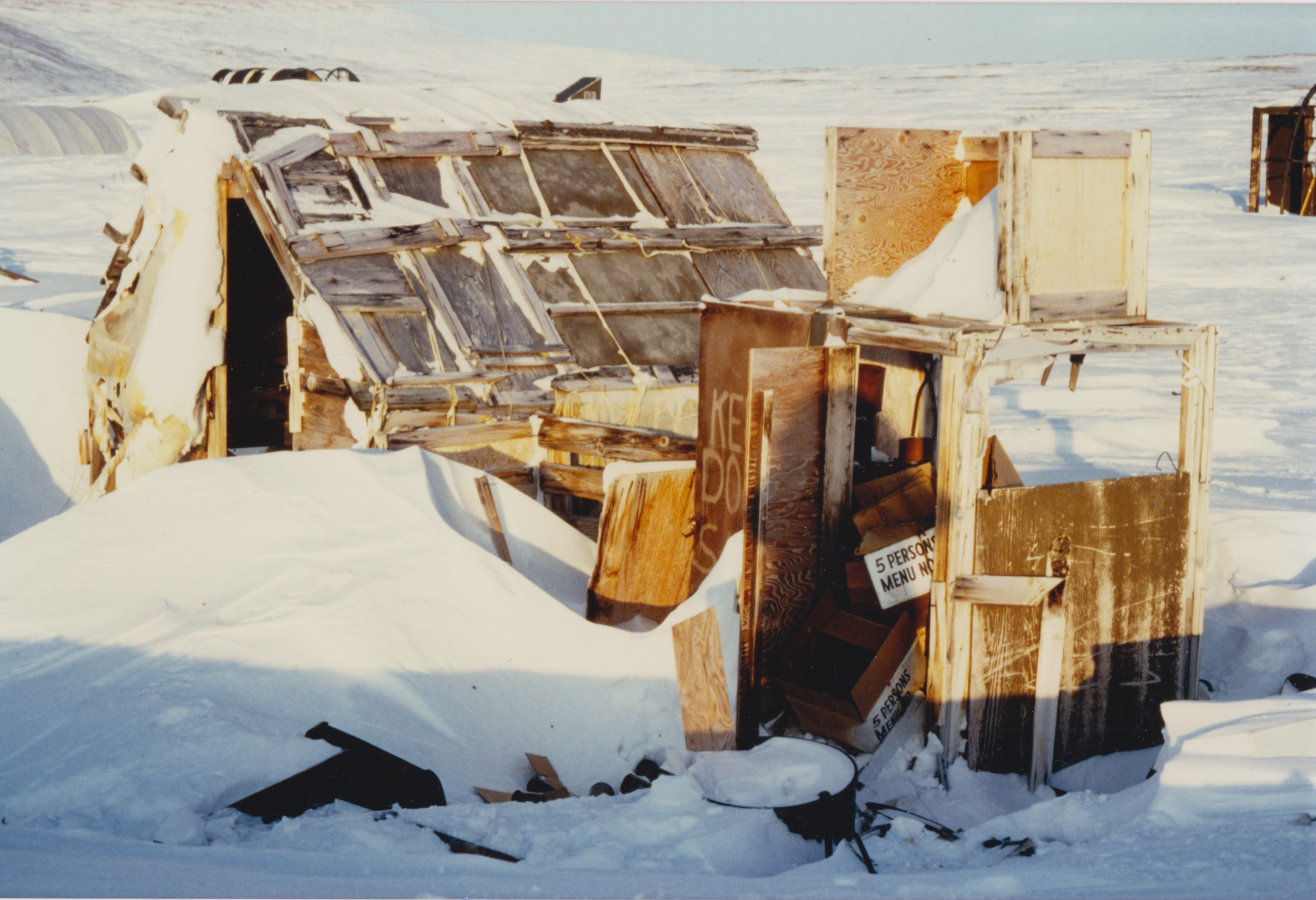
Ces bâtiments ont servi à la section RDDC (Recherche et développement pour la défense Canada, RDDC) dans les années 1960. Photo: avril 1990.
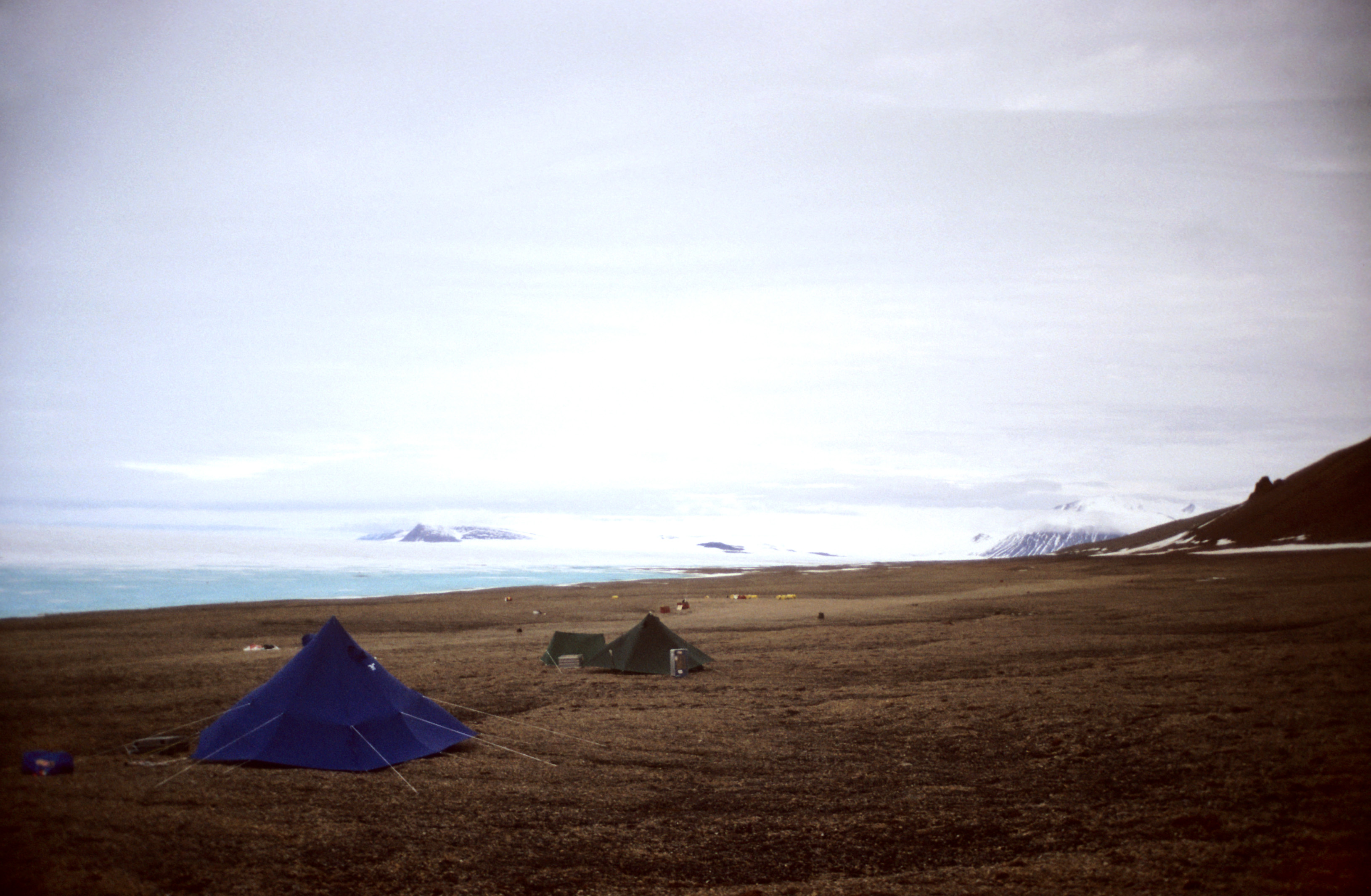
L’île Ward Hunt, camp et piste d’atterrissage, vue vers le Cap Columbia, île Ellesmere.